# Magnolia (Misisipi)
Magnolia es una ciudad del condado de Pike, Misisipi, Estados Unidos. Según el censo de 2000 tenía una población de 2.071 habitantes y una densidad de población de 246.8 hab/km².

## Demografía
Según el censo de 2000, había 2.071 personas, 749 hogares y 515 familias residiendo en la localidad. La densidad de población era de 246,8 hab./km². Había 898 viviendas con una densidad media de 107,0 viviendas/km². El 44,42% de los habitantes eran blancos, el 53,84% afroamericanos, el 0,43% amerindios, el 0,34% asiáticos, el 0,29% de otras razas y el 0,68% pertenecía a dos o más razas. El 1,16% de la población eran hispanos o latinos de cualquier raza.
Según el censo, de los 749 hogares en el 31,2% había menores de 18 años, el 38,1% pertenecía a parejas casadas, el 24,7% tenía a una mujer como cabeza de familia, y el 31,2% no eran familias. El 28,6% de los hogares estaba compuesto por un único individuo, y el 15,1% pertenecía a alguien mayor de 65 años viviendo solo. El tamaño promedio de los hogares era de 2,54 personas y el de las familias de 3,08.
La población estaba distribuida en un 24,4% de habitantes menores de 18 años, un 12,3% entre 18 y 24 años, un 25,7% de 25 a 44, un 22,2% de 45 a 64, y un 15,4% de 65 años o mayores. La media de edad era 36 años. Por cada 100 mujeres había 97,1 hombres. Por cada 100 mujeres de 18 años o más, había 94,5 hombres.
Los ingresos medios por hogar en la localidad eran de 21.190 dólares ($), y los ingresos medios por familia eran 25.069 $. Los hombres tenían unos ingresos medios de 21.991 $ frente a los 18.839 $ para las mujeres. La renta per cápita para la ciudad era de 12.426 $. El 22,5% de la población y el 18,0% de las familias estaban por debajo del umbral de pobreza. El 30,1% de los menores de 18 años y el 23,2% de los habitantes de 65 años o más vivían por debajo del umbral de pobreza.

## Geografía
Según la Oficina del Censo de los Estados Unidos, Magnolia tiene un área total de 8,5 km² de los cuales 8,4 km² corresponden a tierra firme y 0,1 km² a agua. El porcentaje total de superficie con agua es 1,52%.